# 杉山恒太郎
杉山 恒太郎（すぎやま こうたろう、1948年-）は日本のクリエイティブディレクターである。株式会社電通常務執行役員、顧問を経て、2012年4月、株式会社ライトパブリシティ代表取締役副社長に就任。2015年より代表取締役社長。立教大学現代心理学部映像身体学科元教授。
イギリスの雑誌「キャンペーン」で特集されるなど、世界的広告クリエーターである。東京都出身。

## 経歴
- 立教大学経済学部卒業[4]
- 電通入社後、クリエーティブディレクション局にて、クリエーティブディレクターとして活躍。
- カンヌ国際広告祭審査委員を2年間、また、サイバー部門で1年間務める。
- 東京インタラクティブアドアワード審査委員長
- 宣伝会議・コピー講座講師
- 広告学校（広告批評）講師
- ロンドン広告賞　国際審査員
- デジタルコンテンツグランプリ2002　審査員
- エンジン01 文化戦略会議会員
- ACC・CMフェスティバル実行委員長、テレビCM部門審査委員長（2011-2012年）
- 株式会社ジャパン・メディカル・カンパニー取締役（2021年~）

## 主な作品
- 小学館「ピッカピカの一年生」
- セブンイレブン「セブンイレブンいい気分」
- サントリーローヤル「ランボー」シリーズ、
- 日立インターフェイス・キャンペーン
- 公共広告機構（現：ACジャパン）
  - 「WATER MAN」（97年IAA・国際広告賞グランプリ、97年N.Y.フエスティバル金賞）
  - 「覚せい剤撲滅 DRUGS KILL TEENS」（第38回ACC CMフェスティバルテレビCM部門秀作賞）
- サントリーホール「陶酔」（97年ロンドン広告賞、97年アジア・アドバタイジング・アワーズグランプリ）
- JT「あ、ディライト」キャンペーン（98年カンヌ国際広告映画祭銀賞、98年N.Y.フェスティバル金賞受賞）
- トライグループウェブサイト「www.Willing-to-try.com」（99年カンヌ国際広告祭サイバー、ショートリスト入賞。99年ロンドン国際広告祭サイバー、教育部門入賞。アメリカNEW MEDIA誌主催インビジョンアワード、ベストグラフィックス＆アニメーション金賞、教育部門銀賞、グランプリ受賞。通産省マルチメディアグランプリエデュテインメント賞受賞）

## 著作
- 『オリエンタルボーイ』 河出書房新社
- 『高級なおでこ』 太田出版
- 『みんな動物になった』 翻訳　婦人生活社
- 『ジャパン・プレゼンテーション』 角川書店
- 『ホリスティック・コミュニケーション』 宣伝会議
- 『クリエイティブマインド』 インプレスジャパン
- 『無垢の力　ピッカピカでい続ける法』 講談社
- 『アイデアの発見』 インプレス